# Denkianma

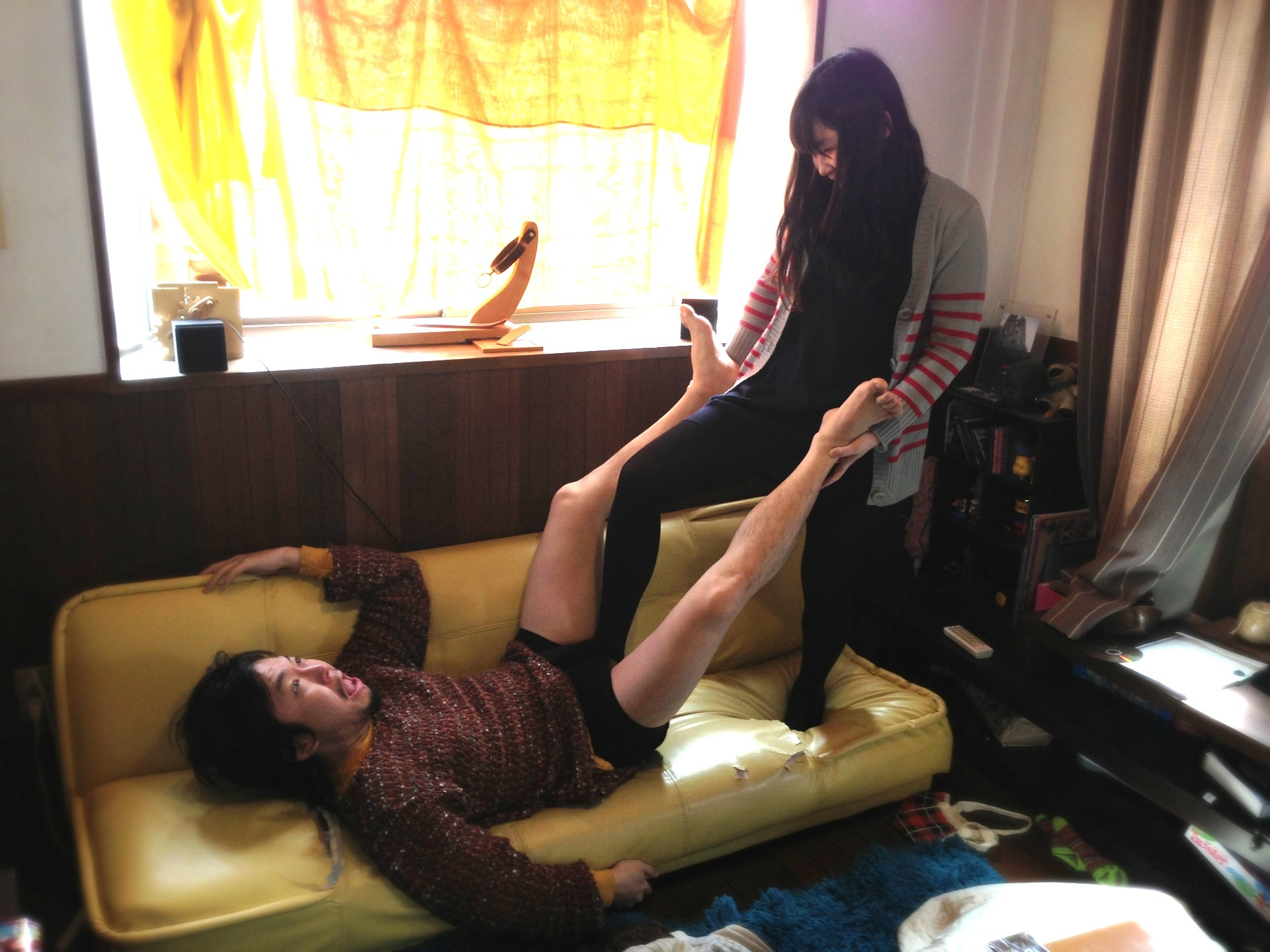
Exemplo de denkianma sendo praticado.

Denkianma (電気あんま / 電気按摩 / 電気アンマ) (tradução literal: massagem elétrica) é uma prática popularizada na cultura japonesa onde uma pessoa coloca o pé na região genital de outra pessoa e o sacode em um movimento vibratório. Quando é realizado, a pessoa que está de pé geralmente seguras as pernas ou pés da pessoa que está no chão com a finalidade de poder pisar com mais firmeza na área genital.[carece de fontes?]
Essa prática é vista como uma forma de pegadinha ou bullying no Japão, sendo praticada majoritariamente por crianças e adolescentes. A pessoa que sofre esse tipo de bullying é geralmente do sexo masculino, mas tanto a pessoa agressora quanto a vítima podem ser de qualquer sexo.
Acredita-se que o denkianma tenha sido disseminado na cultura japonesa através da popularidade do pro wrestling no país. Esse tipo de prática também aparece com frequência na mídia japonesa, como programas de TV, mangá e anime. Em 2006, a empresa Doritos lançou um sabor de salgadinho chamado Denkianma onde havia na embalagem a figura de uma pessoa pisando na região genital de outra pessoa.
O denkianma também é adotado como uma prática fetichista dentro do conceito sadomasoquista do BDSM, portanto, acaba sendo popular dentro do cenário pornográfico japonês.